# Tjerkessisk dans

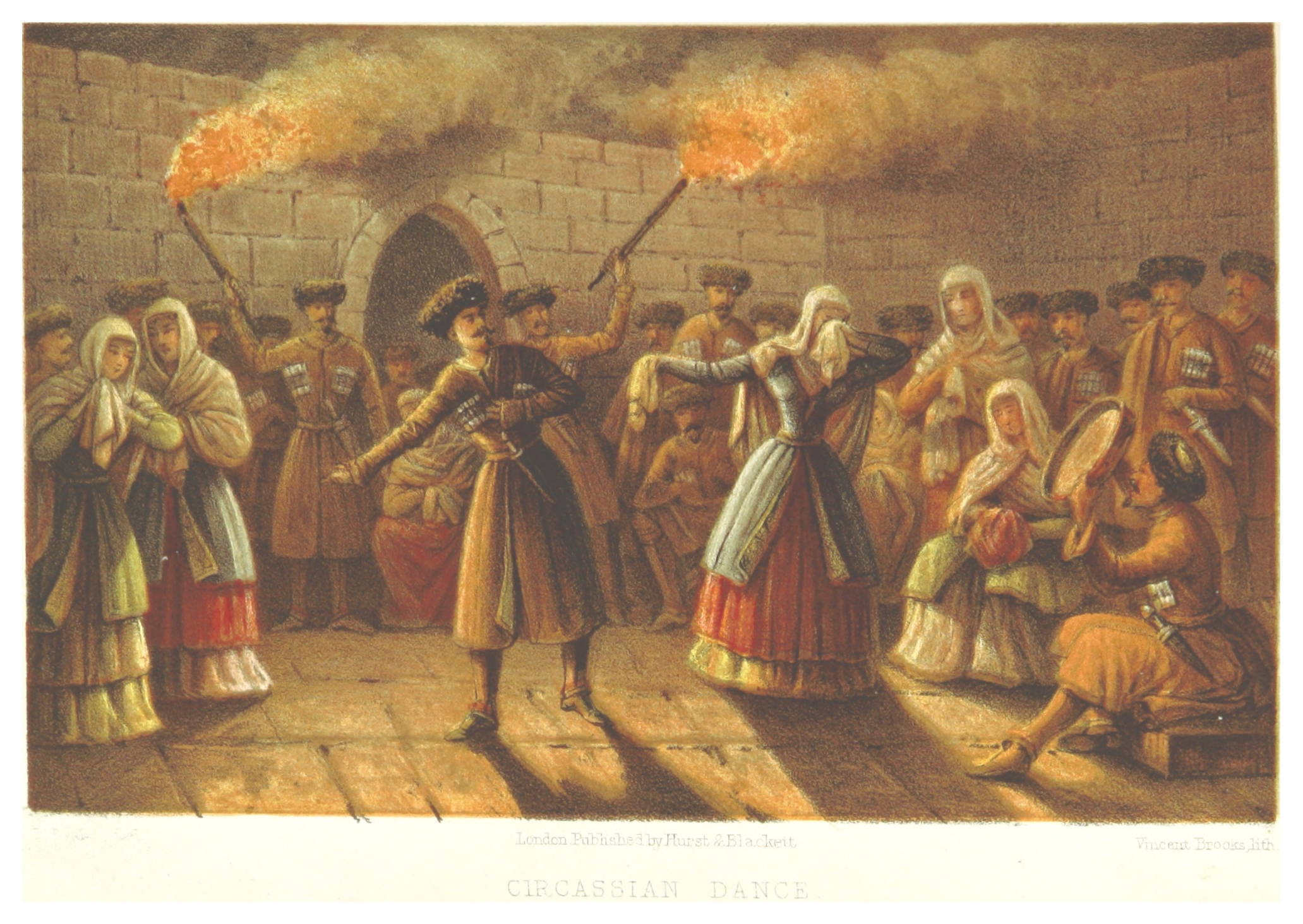
Tjerkessisk dans

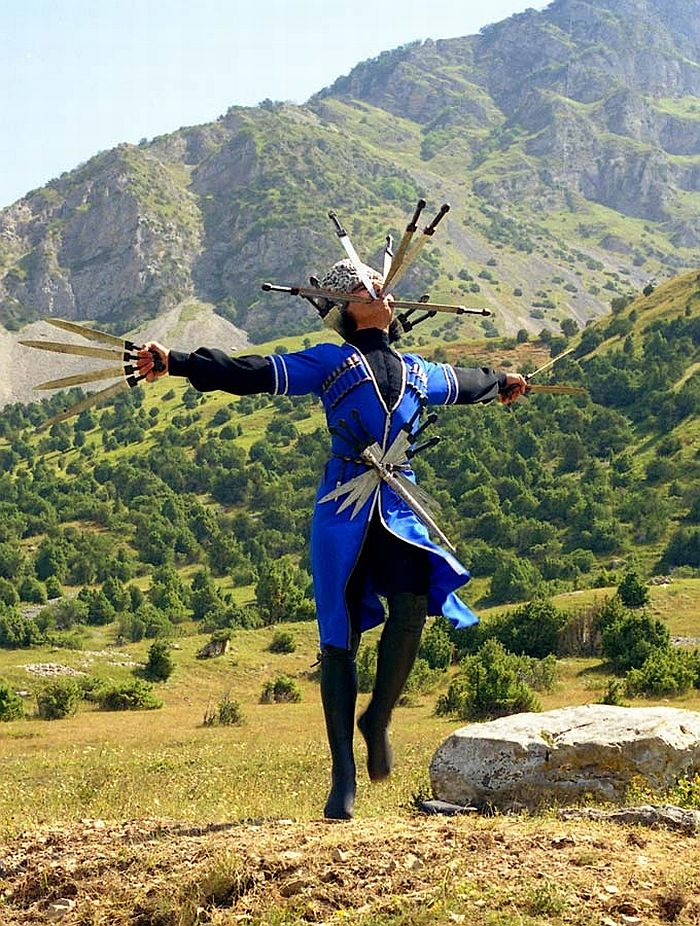
Tjerkessisk svärdsdans

Tjerkessisk dans är ett viktigt inslag i tjerkessiskt kulturliv. Dansen ska framkalla en bild av stridbarhet och mod hos män och uppvaktning mellan man och kvinna. Dans är viktigt för att bibehålla en känsla av kulturell tillhörighet i den tjerkessiska diasporan. Det finns flera slags danser, till exempel kabardinka. I Turkiet kallas denna dans för Kafkas efter det turkiska ordet för Kaukasus, Kafkasya. Kakasus var hemtrakt för tjerkesserna innan det tjerkessiska folkmordet. En annan dans är lezginka. 
Att kunna dansa är mycket viktigt för den sociala ställningen i tjerkessiska sammanhang, särskilt i samband med uppvaktning och bröllop. I den den adygeiska diasporan i Israel ingår dans tidigt på schemat i skolan.
Tjerkessisk dans påminner delvis om balett. Männen dansar på tåspetsarna i särskilda, mjuka skinnstövlar och kvinnor rör sig mycket mjukt och flytande, utan att röra på överkroppen, armar och händer.
På scen bär tjerkessiska män en svart dräkt kallad cherkes. Det är en dräkt av militärt snitt, med en vid rock och hållare för patroner på bröstet. Vidare bär männen ofta en dolk, vilken tillsammans med ett svärd kan ingå som en del i vissa danser.
Tjerkessiska danser framförs ofta vid festivaler och andra kulturella tillställningar.